# Polymixis johni
Polymixis johni là một loài bướm đêm trong họ Noctuidae.